# Джос (плато)
Плато Джос (англ. Jos Plateau) — плато в Нігерії, штат Плато, та великий оловорудний район в центральній частині, який розробляється з 1909 року.

## Характеристика родовища
Площа 3,5 км². Складений докембрійськими метаморфічними породами, прорваними гранітами. Рудні тіла корінних родовищ — кварцово-жильні штокверки. Запаси алювіальних розсипів, які мають основне значення: 140 тис. т каситериту, 5 тис.т колумбіт-танталітів. Вміст каситериту 100г/м3−47кг/м3, колумбіт-танталітів — 0,06-0,3 кг/м³.

## Технологія розробки
Розсипи розробляються відкритим способом. Річний видобуток близько 2 тис. т. Руда збагачується гравітацією і магнітною сепарацією. Каситеритовий концентрат містить 72,5 % олова.